# 官報

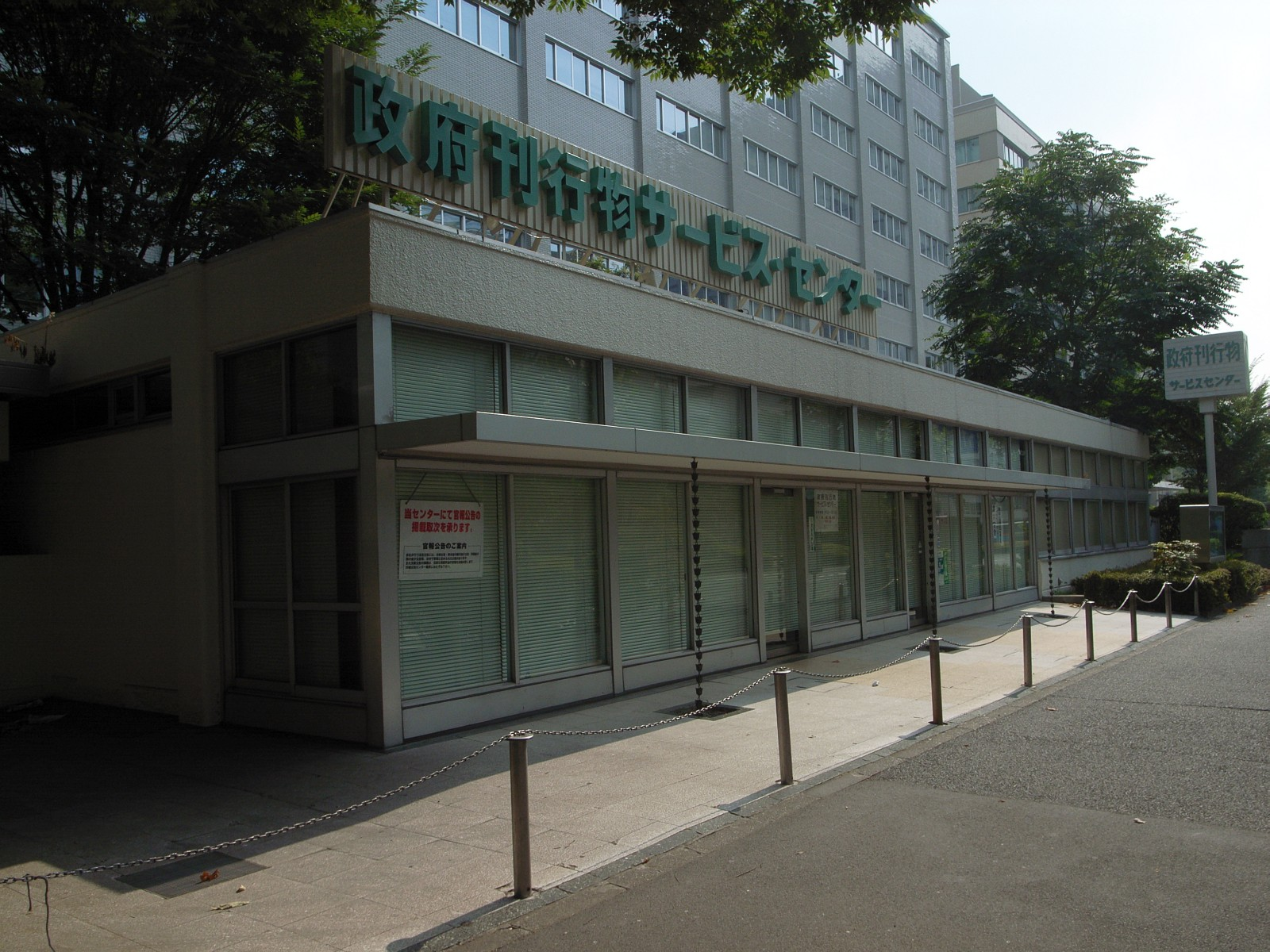
官報を販売していた霞が関政府刊行物サービス・センター

『官報』（かんぽう）は、日本国の機関紙である。2025年（令和7年）4月1日からそれまでの紙によるものから電子化された。国としての作用に関わる事柄の広報および公告をその使命とする。

## 概説
1883年（明治16年）7月2日に第1号が発行され、今日まで続いている。法律、政令、条約等の公布をはじめとして、国や特殊法人等の諸報告や資料を公表する「国の公報紙」「国民の公告紙」としての使命を持つ。会社の公告として、合併公告、決算公告なども掲載される。
1999年（平成11年）の内閣府設置法により、官報に関する主任の大臣は内閣総理大臣であり、官報に関する事務を所掌する国の機関は内閣府とされた。2025年（令和7年）4月1日に施行される官報の発行に関する法律（官報発行法。令和5年法律第85号）では、発行主体は内閣総理大臣であることが改めて明文化された。

## 歴史
時の為政者が庶民に藩または国としての取り決めを知らせる方法は、日本独自の発展があった。
最も利用されたものは「制札」または「高札」と呼ばれたもので、奈良時代末期から長らく人通りの多い場所に建てられて利用された。人々の識字率が増し、近代国家の様相を整えるために、諸外国の例にも倣って、明治時代になって「官報」へと引き継がれる。

官報の前身は、太政官正院文書局が1868年（慶応4年）2月から1877年にかけて発行していた『太政官日誌』であった。同年に同局と同誌は廃止され、その後の7年間は、『東京日日新聞』（現・毎日新聞東京本社版）の「太政官記事」、「広報」の欄が官報の機能を代行する状態となっていた。

ただし、太政官日誌及び東京日日新聞の「太政官記事」欄、「広報」欄には正式な法令公布機能はなかった。法令の公布については、明治以前においては、高札が法令周知の役目を果たして明治維新後も暫くは江戸時代と同様に高札掲示が続けられていたが、新しい法令が次々と整備されていく中で、板に墨で書き記す高札では製作・維持ともにコストがかかるため廃止されることになった。こうして1873年（明治6年）2月24日付太政官布告により文書掲示の方法に変更され、その後1874年（明治7年）4月14日に文書配布の方法に変更された。しかしこの方法では、東京の太政官職より各府県に対して法令を配布し、それを更に印刷にかけて各町村の役所に配布・掲示させるという過程において、21世紀の現代では考えられないほどの時間を要したため、緊急の法令制定には対応できなかった。鉄道が東京と横浜の間しかなく、自動車もなかった当時は、町村までの到達日数との関係で公布から施行までに最低でも2ヶ月以上間隔を空けなければならなかった。

そこで大隈重信は『ロンドン・ガゼット』（London Gazette）や『ル・モニトゥール・ユニヴェルセル』（Le Moniteur universel）のような政府公報の役目を果たす新聞を発行する新聞社を政府自らが創設する構想を唱えた。大隈は福澤諭吉の協力を得て構想の具体化を図ったが、明治十四年の政変で失脚すると中止された（その後、福澤は独自の新聞発行に方針に変更して、政府と距離を置いた『時事新報』を創刊する）。

また、井上毅も大隈・福澤に対抗して福地源一郎や丸山作楽と同様の新聞の創刊を計画したり、政府補助金を与えて新聞社を政府傘下に加える構想を立てる（立憲帝政党機関紙の『大東日報』などがその対象となった）が、失敗に終わった。

そこで井上は山縣有朋の協力を得て久保田貫一・小松原英太郎とともにプロイセン（ドイツ第二帝国）やロシアの政府発行の官報をモデルとしたものを太政官で編纂・発行する計画に変更して準備を進めた。その結果、1883年の太政官布告17号及び太政官達22・23号によって『官報』発行が正式に決定され、編集は太政官に新設（5月10日）の太政官文書局（初代局長平田東助・幹事小松原）が、印刷は大蔵省印刷局が、配送は農商務省駅逓局（逓信省、郵政省、日本郵政公社を経て現・日本郵便）が担当することになった。これに伴い、駅逓局は低料郵便物の制度を創設した。なお、当時の文書局には官報編纂とともに外国文献の翻訳という職務も担っており、原敬・陸実・中根重一ら多彩な人材を揃えていた。
1885年12月28日、布達第23号により、布告・布達は官報掲載を以て公式とし、別に配布しないことに改め、官報による公布制度が確立した。

## 内容

### 令和7年3月31日までの官報
行政機関の休日以外毎日発行され、都道府県庁所在地にある「官報販売所」で販売された。発行日には国立印刷局の掲示板や官報販売所の掲示板に掲示され、国立印刷局のウェブサイト（インターネット版官報）でも閲覧することができた（過去90日間の官報は無料で閲覧でき、1947年（昭和22年）5月3日以降の官報は有料で検索・閲覧が可能である。また、2003年（平成15年）7月15日以降の法律、政令等の官報情報と、2016年（平成28年）4月1日以降の政府調達の官報情報も無料で閲覧可能であった。）。
法令上、『官報』に掲載する事項については、官報及び法令全書に関する内閣府令（昭和24年総理府・大蔵省令第1号）に定められていた。
印刷局は、「令和5年（2023年）1月27日付け閣議了解（行政手続における官報情報を記録した電磁的記録の活用について）を踏まえ、同日以降、官報を添付書面として提出すべき申請をオンラインで行う際に、官報の代わりにインターネット版官報を提出することができるよう、官報とインターネット版官報の内容の同一性を確保しています」と公式に発表した。もっとも免責事項として「当サイトに掲載されている情報の正確性については万全を期しておりますが、独立行政法人国立印刷局は利用者が当サイトの情報を用いて行う一切の行為について、何ら責任を負うものではありません」との表記には変更はなかった。またこの2023年（令和5年）1月27日以降の発行分については、インターネット版官報の全文無料公開が30日から90日に延長された。
令和7年3月31日まで国立印刷局のウェブサイトに掲載されていたインターネット版官報は、同年4月1日以降、内閣府の官報発行サイトに掲載されている

### 令和7年4月1日からの官報
政府は、官報の発行を電磁的方法により行うこと、法令の公布を当該官報により行うことについて、明文の規定を設け、官報の法的安定性の確保や国民の利便性の向上のため、日本国憲法施行の際に公式令廃止以来、70年以上に渡り法的な根拠を持たず慣習により、法令の公布を官報により行っていたものを官報の発行に関する新たな法律を制定することとした。
2023年（令和5年）10月31日、官報の発行に関する法律案及び官報の発行に関する法律の施行に伴う関係法律の整備に関する法律案が閣議決定されし、第212回臨時国会開会中の衆議院へ提出した。同法案は同年12月6日に参議院本会議で可決され、成立した。公布の日から1年6か月以内で政令で定める日から施行とされ、官報の発行に関する法律の施行期日を定める政令（令和6年政令第309号）により、2025年（令和7年）4月1日に施行された。また、新たに、官報の発行に関する内閣府令」（令和6年内閣府令第80号）が制定され、官報及び法令全書に関する内閣府令（昭和24年総理府・大蔵省令第1号）は廃止された。
これらの措置により、これまでは紙の官報が「正本」扱いだったが、電子版と法的な位置づけが逆転し、内閣府の官報発行サイトに掲載されることをもって発行される。発行から90日経過後は、プライバシーへの配慮が必要な一部の記事は閲覧・ダウンロードできなくなるものの、それ以外の記事は引き続き利用できる。
紙版は平時においては官報に掲載された情報を記載した書面（官報掲載事項記載書面）という位置づけで、官報サービスセンター（従前の官報販売所）において手数料を支払い交付を受けることができる。また、通信障害等によって官報発行サイトで官報が発行できない状況が生じた場合には、代替措置として「書面官報」を国立印刷局本局の敷地内に設置した掲示場に掲示することによって官報を発行する。この書面官報は、官報サービスセンターを通じて有償頒布される。

### 法令の公布
法令（憲法、条約、法律、政令、省令、詔書、告示等）の公布は、公文式及び公式令の廃止以前と、官報発行法の施行以後は法令に基づき、公式令廃止から官報発行法施行までの間は、慣例として、いずれにせよ官報により行われる。
法令の公布方法などを定めた公文式（明治19年勅令第1号）では「凡ソ法律命令ハ官報ヲ以テ布告シ」（10条）と定め、これを受け継いだ公式令（こうしきれい、明治40年勅令第6号）も「前数条ノ公文ヲ公布スルハ官報ヲ以テス」（12条）と、法令の公布は官報によって行うことを定めた。日本国憲法の施行に伴い、公式令は内閣官制の廃止等に関する政令（昭和22年政令第4号）により廃止され、その後法令の公布方法を定める法令は定められなかった。

しかし、昭和憲法施行の直前に第45代内閣総理大臣吉田茂は次官会議（事務次官会議を経て現・次官連絡会議）に『公式令廃止後の公文の方式等に関する件』という通達を作るよう指示しており、その第5項に「法令その他公文の公布は、従前の通り官報を以てする」との文言を入れさせていた。これが2025年（令和7年）4月1日に官報発行法が施行されるまでの長きにわたって、官報への掲載が慣例となった根拠である。その後、第3次吉田内閣において公式令時代の施行規則に相当する『官報、法令全書、週報、職員録、官庁刊行図書月報等ノ発行ニ関スル件』を全部改正した『官報、法令全書、職員録等の発行に関する命令』（昭和24年総理府・大蔵省令1号）が作られ、以後はこれが根拠となった。
最高裁判所の判例もほぼこれを踏襲し「（公式令廃止後も）特に国家がこれに代わる他の適当な方法をもつて法令の公布を行うものであることが明らかな場合でない限りは、法令の公布は従前通り、官報をもつてせられるものと解するのが相当」とし、「たとえ事実上法令の内容が一般国民の知り得る状態に置かれえたとしても、いまだ法令の公布があつたとすることはできない」と述べられている（最高裁判所大法廷判決・昭和32年12月28日）。なお、人事院規則、最高裁判所規則及び会計検査院規則の公布については、官報をもってすることが明文で定められている（国家公務員法第16条第2項、最高裁判所公文方式規則第2条、会計検査院規則の公布に関する規則第2条）。
こうした慣習について、経済界からデジタル臨時行政調査会および第4代デジタル大臣河野太郎に対して「官報が紙の印刷物とされている慣習により、書面の廃止やデータの再利用が難しい」という要望が寄せられたことから、2022年（令和4年）12月に同調査会で「明治以来紙で発行されてきた官報を電子化」する方針が決定された。しかし、官報を電子化するためにはこれまでの政省令ないし慣習とは異なる官報の発行方法を法律で定めることや、これまで慣習法や慣行として行われてきた内容を法律に明文化することも必要となる。
このため、官報発行法案が国会に提出され可決成立したことにより、公式令廃止以来実に76年ぶりに官報の発行主体、掲載すべき事項、発行の方法および発行に関し必要な事項が、国の最上位の規則たる「法律」のレベルで明文化されることとなった。
公布の時期については、電子化以前は、「一般希望者において右官報を閲覧し、または購読し得る」最初の時点とされ、具体的には、東京都港区虎ノ門の国立印刷局本局および東京都官報販売所に掲示される「発行日の午前8時30分」とされている（最高裁判所大法廷判決・昭和33年10月15日）。電子化後は、官報ファイルを公衆が閲覧することができる状態に置いたときとなり、発行日の午前8時30分が明文化された。

なお、現在、法律、政令及び条約は、憲法第7条第1号に基づき天皇の国事行為として公布されるため、「〇〇法をここに公布する」といった公布文（明治憲法下の上諭に相当）と「御名 御璽」に引き続く行に掲載される日付は官報発行日と同一であり、この日が公布の日となる。これに対し、日本国憲法施行前（1947年（昭和22年）5月2日まで）の官報に掲載された皇室典範、皇室令、法律、国際条約及び勅令に前置された「朕帝国議会ノ協賛ヲ経タル○○法ヲ裁可シ茲ニ之ヲ公布セシム」は上諭であり、その後の「御名 御璽」に引き続く行に掲載された日付は天皇が裁可した日であって、官報発行日より前の日付となっていることがほとんどである。このような場合、「公布の日」は御名 御璽の次の行に掲載された日付でなく、官報発行日であることに留意が必要である。

### 広報
- 国会に関する事柄
- 公務員の人事異動（一定以上の役職公務員人事）
  - 太平洋戦争(大東亜戦争)以前の帝國陸海軍では、少尉以上に昇進し将校名簿に掲載された者が官報への掲載対象となっていた。
  - 日露戦争以前は、「戦死其他死亡者」という項目があり、すべての戦没軍人の名前が掲載されたこともあった。
- 叙位・叙勲・褒賞
- 皇室に関する事柄（行幸啓、御祝電等）
- 官庁による報告（司法試験など国家試験の実施要領・結果、公聴会の開催・議事録、地価公示等）
- 閣議決定事項
- 国際収支状況

### 公告
- 各省庁の公告としての押収物還付・建設業の許可の取消処分
- 日本国政府調達
- 特殊法人の公告として日本銀行営業毎旬報告・高速道路会社の工事完了・工事開始
- 地方公共団体の公告として公債抽選・公債償還・行旅死亡人・無縁墳墓改葬
- 裁判所の公告として除権決定・破産・再生・会社更生関係
- 会社等の法人の公告として合併公告・決算公告

### 広告
現在では、民間が広告料を支払って掲載するものは、前述のように法定の公告に限られており、一般の商品の掲載はない。しかし、一般の商品の広告が掲載されたことがあり、その最初は1919年（大正8年）4月1日に発行された官報第1996号であり、36ページに印刷局による一般広告扱い開始の告知がある。掲載できるものは、学術技芸、発明特許実用新案、産業奨励に関するものとされ、同日には金庫、スタンプ台等の広告が掲載された。その終了については明確な告知が確認できないが、1941年（昭和16年）5月31日に発行された官報第4317号までは一般広告が確認できる。

### 特定版
- 号外 - 本紙は32ページ建てとなっているため、その範囲で全ての記事が収まらない場合にそれを補う形で発行される。原則として発行日は本紙に準ずる。本紙のみ発行される日はまれであり[注釈 7]、ほとんどの場合本紙の発行される日には発行される。なお同一の日に2以上の号外が発行されることもある。特別号外の制度ができる前は、休日等に緊急発行される場合も号外であったが、特別号外の制度が出来た以後は、通常の官報の増刊的な位置づけとなっている。
- 特別号外 - 国会の召集[注釈 8]など、公示しなければならない事項及び法令を緊急に公布する必要のある場合（例えば年度末のいわゆる日切れ法案の場合、3月31日に成立した場合に4月1日に施行のために、3月31日中に公布する必要がある。）がある場合に発行される。休刊日でも発行される。上記通常号外とは別扱いとなる。国会の召集などは1ページだけ（紙としては裏表あるので2ページはあるが内容は白紙となる。）であるが、年度末の特別号外は大部になる[注釈 9]。初めて発行されたのは、1959年(昭和34年）1月6日付けである。なお題字下の表示は（号外）であり、号数が「号外特第1号」のようになる。
- 物価版 - 戦後の物価統制を要する時期に発行。物価統制額を定める告示を掲載。1947年11月から1952年3月まで発行。
- 官報資料版 - 政府の広報事項をまとめたもの。1953年（昭和28年）から各週水曜発行されてきたが、2007年（平成19年）3月28日発行分で終刊した（ホームページでもその旨発表（2007年5月6日時点のアーカイブ））。
- 政府調達公告版 - 1981年（昭和56年）以降、政府調達協定に基づき政府機関等の一定額以上の調達物品に関する入札公告を官報に掲載。1994年（平成6年）6月13日以降、版を分離して発行。
- 英文官報 - GHQの指示により、1946年（昭和21年）4月4日から1952年（昭和27年）4月28日（講和成立、占領解除）までの間、発行された[31]。建前上、官報全文を英訳し掲載することになっていたが、実際には政府内部の協議によって一部内容（人事異動など）の掲載が省略された[2]。
- 1号あたりのページ数が極端に多い場合は分冊で製本・発行される[注釈 10]。この場合、各分冊の1ページ目に（○分冊の×）[注釈 11]のように分冊数と何冊目かが記載される。また、各分冊の1ページ及び最終ページには、第3種郵便物認可の表示がされる。2021年7月14日に令和3年条約第7号として公布された地域的な包括的経済連携協定は、官報号外第159号から第162号に分割掲載された。それぞれの号外は、25分冊、1600ページであり、これ一つで最大級の分量であるが、RCEP協定の英文で日本以外の譲許表を掲載したため合計で8000ページ、複数の号外に分割掲載という異例の形になった[注釈 12]。国立印刷局の公式Facebookでは、「単独記事としては過去最大のページ数を記録しました！ちなみに積み上げた高さは約30cmでした」と広報した[32]、HPでもめずらしい官報として、1つの記事で8,000ページと紹介した[33]。なおこの官報号外第159号から第162号は、セット価格税抜き32,500円（税込み、35,750円）である。あまりに大量のため、印刷局から官報の定期購読者あてに7月9日付で、7月中旬に大量の分冊が発送され1回で発送するのが非常に困難になり、数日に分けて発送する旨のメールが出されている[34]。なお、条約以外の部分の号外については同日発行の官報号外第163号に掲載された。
- 本紙、号外、特別号外への掲載区分であるが、決定から即時に掲載のため発行される特別号外を除き、本紙と号外については、法令・告示についてはその時の分量に応じて随時振り分けられている。会社の公告については、種類により合併公告は、本紙、解散公告は号外というように区分が決まっている[35]。
- 官報の電子化にともなう法令改正で本紙、号外、特別号外の位置づけが明文化された（官報の発行に関する内閣府令第６条第１項）。
  - 本紙　行政機関の休日を除き毎日1回発行され、一定の分量の官報の掲載事項（国会会議録及び政府調達公告に該当しないもの）が掲載される官報　本紙
  - 号外　必要に応じて本紙とともに発行され、当該発行の年月日に係る官報の掲載事項のうち本紙に掲載されなかった事項が掲載される官報　号外　
  - 号外国会会議録　衆議院又は参議院の会議録が掲載される官報　号外国会会議録
  - 号外政府調達公告　政府調達公告事項（調達に関する公示、公告その他の公にする行為であって法令及び条約その他の国際約束に基づくものの対象となる事項並びに前条第九号に掲げる事項をいう。別表において同じ。）が掲載される官報　号外政府調達公告
  - 特別号外　官報の掲載事項について公布、公示その他の官報に掲載する方法により公にする行為を行う緊急の必要があると内閣総理大臣が認める場合に発行される官報　特別号外

### 掲載事項・形式

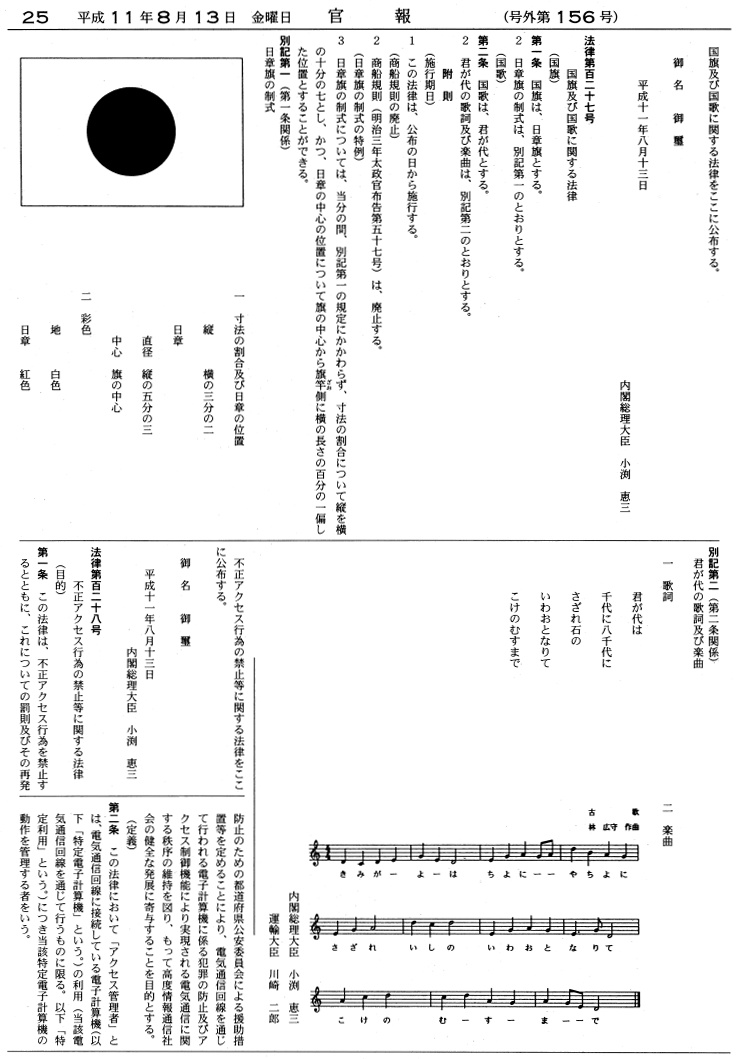
官報に掲載された国旗及び国歌に関する法律

官報発行法施行までは、「官報の編集について」（昭和48年3月12日付け事務次官等会議申合せ）では、次のように定められていた。
- 掲載の形式
  - 形式は次のとおりとする。
    1. 紙面の大きさは、日本工業規格A4判とすること。
    2. 題字（「官報」）は、第一頁右上部に掲載し、地紋を入れること。
    3. 奥付は、題字の下に掲載すること。
    4. 掲載事項の目次及び法令のあらましは、原則として第一頁に掲載し、本文は、次頁から掲載すること。
    5. 本文の組み形式は、原則として四段組みまでとし、各段ごとに横けいを入れること。
    6. 本文の文字は、八ポイント活字を使用すること。
    7. 広告は、原則として公告を掲載した後に掲載すること。
    8. 正誤は、原則として最終頁に掲載すること。

  - 掲載する事項及びその内容は、
    1. 憲法改正
    2. 詔書
      1. 国会召集
      2. 衆議院解散
      3. 衆議院議員総選挙施行
      4. 参議院議員通常選挙施行

    3. 法律
    4. 政令
    5. 条約 外国文の併載
    6. 最高裁規則 
      - 最高裁判所規則 [注釈 14]

    7. 内閣官房令・府令・復興庁令・省令
      1. 内閣官房令
      2. 内閣府令
      3. 復興庁令（復興庁廃止まで）
      4. 内閣府と各省との共同命令
      5. 各省の省令
      6. 各省の共同省令

    8. 規則 
      1. 会計検査院規則
      2. 人事院規則
      3. 各委員会等の規則

    9. 庁令 
      1. 海上保安庁令

    10. 訓令
      1. 内閣訓令
      2. 内閣府訓令
      3. 各省の訓令[注釈 15]
      4. 各庁の訓令
      5. 各委員会の訓令

    11. 告示 
      1. 内閣告示
      2. 内閣府告示
      3. 各省の告示
      4. 各庁の告示
      5. 各委員会の告示
      6. 裁判所の告示
      7. その他の告示

    12. 国会事項 
      1. 規則
      2. 議事日程
      3. 議案関係事項
      4. 各委員会関係事項
      5. 議長、副議長及び議員関係事項
      6. 国会事務局職員の叙任及び辞令
      7. 弾劾裁判所関係事項
      8. 国立国会図書館関係事項
      9. その他

    13. 人事異動 　
    14. 叙位・叙勲 　
    15. 褒章
      - 褒章条例によるもの

    16. 皇室事項 
      1. 親任式及び認証官任命式
      2. 信任状捧呈式
      3. 行幸行啓関係
      4. 御祝電、御答電等
      5. 新年祝賀の儀その他の宮中諸儀
      6. その他

    17. 官庁報告 
      1. 官庁事項
      2. 声明類
      3. 報告事項
      4. その他
      5. 法務
      6. 財政
      7. 文教
      8. 産業
      9. 通運
      10. 労働
      11. 国家試験
      12. 公聴会
      13. その他

    18. 資料 
      - 閣議決定及び閣議了解事項
        1. 法律案、政令の件名
        2. 一般案件のうち掲載を適当とするものの件名及び特別な場合にはその内容、各省庁の各種報告及び資料（白書類を除く。）[注釈 16]

    19. 公共企業体事項（1987年4月1日以降は掲載せず[36]。）
      1. 日本専売公社公示
      2. 日本国有鉄道公示
      3. 日本電信電話公社公示

    20. 地方自治事項 　
    21. 公告 
      1. 各省庁の公告
      2. 裁判所の公告
      3. 公共企業体等の公告
      4. 地方公共団体の公告
      5. 会社その他の公告

官報発行法施行により、掲載事項は官報発行法第３条及び第４条並びに官報の発行に関する内閣府令第２条から第５条に規定されているが、概ね官報発行法施行前と同じである。大きく変わっている点は、告示が、法規的告示、その他告示、プライバシー等に配慮すべき告示事項に区分されたことである。法規的告示とその他告示は、目次で区分されているだけで告示自体は連番で番号を付されて居るのに対し、プライバシー等に配慮すべき告示事項は、官庁報告の中に掲載となり告示番号の独自のものになる。この例が、日本国に帰化を許可する件（法務省）であり、令和 7年4月14日付（本紙　第1444号）で法務省告示配第一号として掲載された。３月３１日までは通常の法務省告示であり、３月２５日に法務省告示第７０号として掲載などされていた。

### 号建て
号建てはそれぞれの版により異なっている。
- 本紙 … 改元を以って号数をリセットする。号建てとしては「第○○号」という形式になり、号の表示自体には元号は含まない。平成の第1号は1989年1月9日に発行され、2009年1月29日で平成の第5000号[注釈 17]、2013年3月7日で平成の第6000号、2017年4月17日で平成の第7000号となり、2019年4月26日の第7497号が平成最後の号となった。令和最初の通常号は、2019年5月7日に令和の第1号が発行された。
- 号外などその他 … 改元を伴わなくとも年が改まるごとに号数がリセットされる。また、年の途中に改元がある場合も号数がリセットされる。そのため、号建てとしては「号外第○○号」、「号外特第○○号」、「号外政府調達第○○号」という形式になる。号の表示自体には元号及び年数は含まない。官報号外に号数が付されたのは1948年9月7日からである[注釈 18]。2019年5月1日、天皇の退位等に関する皇室典範特例法に基づき、明仁が上皇となり徳仁が皇位を継承した旨の内閣告示などが掲載された特別号外（第1号）が通常号に先んじて発行された。

### 附録
1936年（昭和11年）10月13日から毎週水曜日に官報の附録として『週報』が発行された。内容は内閣の情報委員会が作成する政府の宣伝パンフレットであった。定価一部5銭。

## 著作権
日本国の著作権法第13条では、国の機関によって公布される「憲法その他の法令」、「告示、訓令、通達その他これらに類するもの」、「裁判所の判決、決定、命令及び審判並びに行政庁の裁決及び決定で裁判に準ずる手続により行われるもの」並びにそれらの「翻訳物又は編集物で、国若しくは地方公共団体の機関、独立行政法人又は地方独立行政法人が作成するもの」については著作権の目的とならない旨を規定しており、独立行政法人である国立印刷局による法令等の編集物である官報に掲載された著作権法第13条に規定する著作物である「憲法改正、詔書、法律、政令、条約、内閣官房令、内閣府令、省令、規則、庁令、訓令、告示」は日本国内においては著作権法による保護の対象にならない。その他の公告等については著作権法10条2項に該当しないような著作物について著作権の保護の対象となりうる。

## 官報をめぐる出来事
- 2020年、個人情報保護委員会が、官報に掲載された自己破産者の個人情報を転載した2つのウェブサイトに対して閉鎖を求める停止命令を発出。両サイトは同年中に閉鎖を行った（いわゆる破産者マップ事件）[42]。